# Rhinesuchus
Rhinesuchus is een geslacht van uitgestorven temnospondyle Batrachomorpha (basale 'amfibieën'). De soorten leefden gedurende het Laat-Perm (Capitanien-Wuchiapingien, Beaufortgroep, 260 miljoen jaar oud) van het Zuid-Afrikaanse Karoo-bekken.

## Naamgeving
Het geslacht Rhinesuchus werd in 1908 benoemd door Robert Broom. De typesoort is Rhinesuchus whaitsi. De geslachtsnaam is afgeleid van het Klassiek Griekse rhinè, 'rasp' en suchos, 'krokodil', een verwijzing naar de tandvorm en de amfibische levenswijze — het betreft in feite geen krokodil. De soortaanduiding eert de ontdekker, dominee J.H. Whaits. Een jonger synoniem van R. whaitsi is R. beaufortensis van Broom uit 1940. Twee valide soorten zijn later beschreven: R. broomianus, door Friedrich von Huene benoemd in 1921, en R. capensis door Sidney Henry Haughton benoemd in 1925.
Sommige later benoemde soorten van Rhinesuchus hebben daarna een eigen geslacht gekregen: R. senekalensis en R. major, door Broom benoemd in 1912, kregen in 1917 van Egbert Cornelis van Hoepen de naam Uranocentrodon; R. avenanti in 1940 benoemd door Lieuwe Dirk Boonstra en R. rubidgei Broom 1948 bleken identiek te zijn aan Rhinesuchoides; de in 1927 door Haughton benoemde  R. nyasaensis kreeg in 1962 van David Meredith Seares Watson de naam Rhineceps.
Het geslacht is echter wellicht het eerst beschreven toen Richard Lydekker op grond van fragmentarische fossielen in 1885 Eryops oweni en in 1890 Eryops africanus benoemde, welke laatste soort in 1915 door Haughton aan Rhinesuchus is toegewezen als een R. africanus. Beide zijn echter nomina dubia; een poging van C. Tripathi in 1962 om soortgelijk materiaal uit India te hernoemen tot R. wadiai leverde slechts een nomen vanum op, een mislukte naamsverandering wegens de prioriteit van de eerdere namen.

## Fylogenie
Rhinesuchus behoort tot de Temnospondyli, de groep waartoe ook de voorouders van de hedendaagse Lissamphibia zoals Gerobatrachus behoren, en daarbinnen tot de Rhinesuchidae. Zijn verwanten waren onder andere Laccocephalus, Uranocentrodon en Broomistega.

## Beschrijving en levenswijze

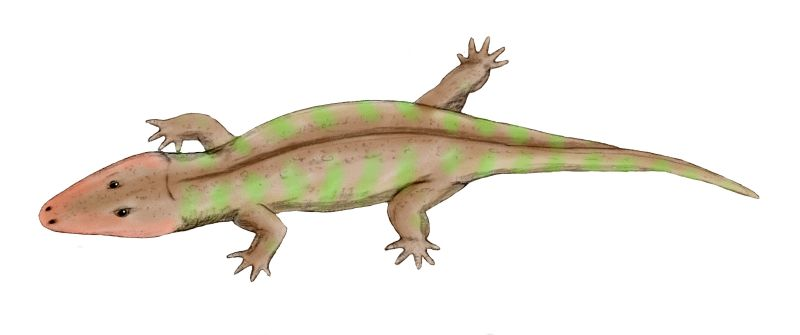
Rhinesuchus

Rhinesuchus was een tot drie meter lange en honderd kilo zware carnivoor die leefde in dezelfde periode als de zoogdierachtige reptielen of Therapsida. Hij had een enorme platte driehoekige muil waarvan het verhemelte voorzien was van talloze kleine tanden, die een tweede tandenrij vormden parallel aan de normale rij tanden in de bovenkaak. Voor in het verhemelte bevonden zich twee kleine wat zijdelings uitstekende slagtandjes. In het bot van de onderzijde van de schedel zaten grote openingen. Zijn vrij kleine ogen lagen boven in de kop in een tamelijk achterwaartse positie. Midden op de kop was waarschijnlijk een klein derde parietaaloog aanwezig. Vermoedelijk joeg hij op zijn prooi door op de bodem te wachten tot een dier toevallig over hem heen zwom. De platte bek veroorzaakte bij het openen een sterke zuiging die de prooi naar binnen trok. Zo'n bek was ook geschikt voor een snelle zijdelingse beweging die een beperkte schokgolf opwekte zodat het lateraalsysteem van vissen niet gealarmeerd werd. Vanwege deze aanpassingen wordt Rhinesuchus gezien als een gespecialiseerde viseter. Meestal wordt aangenomen dat niet actief op het land gejaagd werd; misschien waren de vrij kleine ledematen daarvoor niet eens sterk genoeg. Rhinesuchus is alleen gevonden in zoet water en kwam dus niet in zee voor.
Dieren die, zij het niet allemaal steeds tegelijkertijd, het leefgebied van Rhinesuchus deelden, waren onder andere de pareiasauriërs Pareiasaurus en Bradysaurus, verschillende Captorhinidae, Therocephalia en Gorgonopsia, en vele Dicynodontia zoals Diictodon, Pristerodon, Tropidostoma, Endothiodon, Cistecephalus, Emydops, Aulacephalodon en Oudenodon. Dit leefgebied strekt zich naar het oosten toe uit tot lagen die nu in Zimbabwe, Kenia en Madagaskar liggen, maar toentertijd afgezet werden op hetzelfde supercontinent Pangea. In de loop van het Laat-Perm werd het klimaat warmer en droger en kromp de beschikbare habitat voor Rhinesuchus. Op het eind van het Perm werd bijna de hele fauna uitgeroeid door een zeer zware massa-extinctie

## Populair-wetenschappelijke verbeeldingen
Het dier was te zien in de BBC-film Walking with Monsters waar hij door een gorgonops (een therapside) wordt opgegeten en waar gesteld wordt dat hij zich tijdens het droge seizoen als een longvis in een bal van modder en slijm opsloot.